# Bisaltes montevidensis
Bisaltes montevidensis är en skalbaggsart som först beskrevs av Thomson 1868.  Bisaltes montevidensis ingår i släktet Bisaltes och familjen långhorningar.
Artens utbredningsområde är Uruguay. Inga underarter finns listade.